# Markdown
Markdown — полегшена мова розмітки даних, яку створено з ухилом на прочитність та зручність у публікації з подальшим перетворенням її на structurally valid XHTML або HTML. Чимало ідей для мови позичено з існуючих домовленостей у розмітці тексту в електронних листах. Першу реалізацію Markdown написано Грубером на Perl, але з часом з'явились багато реалізацій від сторонніх розробників (див. нижче). Реалізація на Perl розповсюджується за ліцензією BSD. Реалізації Markdown різними мовами програмування включені (або наявні як плаґіни) у численні системи керування вмістом.
Такі сайти, як GitHub, Reddit та Stack Overflow використовують Markdown для полегшення обговорень між користувачами.

## Історія
Markdown передували існуючі способи розмітки простого тексту, прийняті для електронної пошти та постів Usenet, реалізовані у мовах розмітки setext (прибл. 1992), Textile (бл. 2002), та reStructuredText (бл. 2002).
У 2002 році Аарон Шварц створив atx та називав її «справжнім структурованим текстовим форматом» (англ. the true structured text format). Грубер створив мову розмітки Markdown у 2004, а Аарон Шварц був його «лакмусовим папірцем». Метою мови було дати людям формат тексту, який "легко читається і легко пишеться, з можливістю перетворення у валідний XHTML (або HTML)".
Ключовим принципом дизайну Markdown була читабельність, збереження можливості читати текст як є, і щоб він при цьому не виглядав як розмічений тегами або іншими інструкціями форматування, Однак читабельність підкреслюється понад усе. Документ, відформатований у Markdown, повинен публікуватися як є, як звичайний текст, без ознак того, що він був розмічений тегами або інструкціями форматування. Хоча на синтаксис Markdown вплинуло кілька існуючих фільтрів перетворення тексту в HTML, зокрема Setext, atx, Textile, reStructuredText, Grutatext, and EtText — єдиним найбільшим джерелом натхнення для синтаксису Markdown є формат звичайної електронної пошти"}}, на відміну від відформатованого за допомогою «важчих» мов розмітки тексту, таких як RTF, HTML або навіть вікірозмітка (кожна з яких має очевидні вбудовані теги та інструкції з форматування, які можуть зробити текст складнішим для читання).
Грубер написав скрипт на Perl, Markdown.pl, що конвертує текст з розміткою Markdown у валідний XHTML чи HTML и замінює кутові дужки (<, >) та амперсанди (&) на відповідні їм символьні сутності. Він може працювати і як самостійний скрипт, і як плагін для Blosxom і як фільтр для BBEdit.

## Приклади синтаксису
Цей опис не є вичерпним переліком синтаксису Markdown, та у багатьох випадках для досягнення певного ефекту існує декілька стилів синтаксису. Літери, які Markdown однозначно визначає як команди форматування, можуть бути екрановані бекслешем; наприклад, вираз '\*' виведе зірочку, а не означатиме початку проміжку виділеного тексту. Також Markdown не перетворює текст із «сирим» XHTML-елементом блокового рівня. Це дозволяє включати секції XHTML у джерело Markdown документа, обернувши їх в XHTML теги блокового рівня.

### Заголовки
HTML-заголовки створюються розміщенням кількох символів решітки перед текстом заголовка відповідно до бажаного рівня (HTML підтримує 6 рівнів заголовіків), наприклад:
```
 # заголовок першого рівня

 #### заголовок четвертого рівня

```

Перші два рівні заголовків також мають альтернативний синтаксис:
```
Заголовок першого рівня

=======================

Заголовок другого рівня

-----------------------

```

### Параграфи
Параграф є одним чи декількома послідовними рядками тексту, які розділяються одним чи декількома порожніми рядками. Звичайні параграфи не повинні мати відступи або табуляцію:
```
Це параграф. Він містить два речення.

Це інший параграф. Він також містить два речення.

```

### Список
```
 
*
 
Пункт в маркованому (ненумерованому) списку

     
*
 
Підпункт, відділений 4 пробілами

 
*
 
Інший пункт в маркованому списку

 
1.
 Пункт в нумерованому списку
     1.1. Підпункт, відділений 4 пробілами

 
2.
 Інший пункт в нумерованому списку

```

### Виділений текст
```
 
*emphasis*
 або 
_emphasis_
 (тобто нахил)

 
**сильне виділення**
 або 
__сильне виділення__
 (тобто напівжирний)

```

### Код
Для включення коду (відформатованого в моноширинний шрифт), ви можете або оточити вбудований код зворотніми лапками (`), наприклад, `деякий код`, або відділити декілька рядків коду щонайменше чотирма пробілами, як тут:
```
    перший рядок коду
    другий рядок коду
    третій рядок коду

```

Останній варіант за допомогою пробілів дозволяє зберігати і показувати синтаксис Markdown.

### Кінець рядка
Якщо ви хочете вставити закінчення рядка Markdown, закінчіть рядок з щонайменше двома пробілами.
Наприклад:
```
 def show_results space space
 end

```

Результат:
```
 def show_results
 end

```

Ви також можете використати два порожніх рядки, наприклад:
```
 sentence A
 
 sentence B

```

Результат:
```
 sentence A
 sentence B

```

### Цитати
```
 > 
"Весь цей абзац тексту буде поміщений у HTML blockquote елемент.

 Blockquote елементи змінюються в залежності від потреби/пристрою виводу.
 Ви можете обернути довільний текст за власним смаком, та воно перетвориться
 на єдиний blockquote елемент."

```

Приклад вище перетвориться на такий HTML:
```
<
blockquote
><
p
>
Весь цей абзац тексту буде поміщений у HTML blockquote елемент.
 Blockquote елементи змінюються в залежності від потреби/пристрою виводу.
 Ви можете обернути довільний текст за власним смаком, та воно перетвориться
 на єдиний blockquote елемент.
</
p
></
blockquote
>

```

### Зовнішні посилання
Посилання можуть бути вбудованими:
```
 [
текст посилання
](
адреса посилання
)

```

Наприклад: [Markdown](http://en.wikipedia.com/wiki/Markdown)
Також посилання можуть бути розміщені у примітках поза параграфом, наприклад:
```
 [
текст посилання
][
linkref
]

```

створить посилання, якщо додати примітку (як показано нижче) поза параграфом (або в кінці документу):
```
 [
linkref
]: 
link.address.here "link title here"

```

### Зображення
Зображення мають схожий із посиланнями синтаксис з попереднім знаком оклику.
```
![
Alt text
](
/path/to/img.jpg
)

```

Або:
```
![
Alt text
](
/path/to/img.jpg "Optional title"
)

```

Як і посилання, зображення також мають примітковий стиль синтаксису
```
[
Alt text
][
id
]

```

з пізнім посиланням в документі, яке визначає URL розміщення.
```
 [
id
]: 
url/to/image "Optional title attribute"

```

### Горизонтальні лінії
Горизонтальні лінії задаються розміщенням трьох або більшим дефісів, зірочок, або підкресленням в рядку самостійно. Ви можете використовувати пробіли між дефісами чи зірочками. Кожен з наведених нижче рядків створить горизонтальну лінію:
```
 
*
 
* *
 ***
 *****

 
-
 
- -
 ---------------------------------------

```

## Редактори
Хоча Markdown є полегшеною мовою розмітки яку легко читати та редагувати звичайними текстовими редакторами, існують спеціально розроблені редактори, які дозволяють попередньо переглядати зі стилями. Є безліч таких редакторів, які наявні для всіх основних платформ. Існує плаґін підсвітки синтаксису для Markdown, вбудований у gedit та Vim. Текстовий редактор Atom має підсвітку синтаксису Markdown, є також можливість легко встановлювати пакунки для розширення функціоналу мови: наприклад, пакунок markdown-preview-plus дозволяє відтворювати також синтаксис LaTeX, а markdown-writer допомагає з форматуванням списків, таблиць тощо.

Markdown із LaTeX також використовуються в IPython-записниках в Jupyter та Google Colaboratory для форматування тексту. Ці вебоболонки для IPython можуть використовуватись як текстові редактори, оскільки там є можливість створювати блоки тексту окремо від блоків коду та можливість завантажувати сторінку, наприклад, у PDF.

## Реалізації
Реалізації Markdown існують для багатьох різних фреймворків, платформ та мов.
- Система документації джерельних текстів Doxygen підтримує Markdown з додатковими можливостями[13].
- RStudio, IDE для R підтримує C++ обгортку функцій[en] для реалізації markdown Sundown[14].
- IntelliJ IDEA, IDE для Java, містить плаґін для підтримки Markdown[15][16].
- Існують формат і програма MultiMarkdown з ширшим синтаксисом та можливостями експорту, ніж в традиційній Markdown.

Існує багато іншого відкритого програмного забезпечення реалізації Markdown, доступного в мережі.

### Markdown Extra
Markdown Extra — це легка мова розмітки на основі Markdown реалізована в PHP (початково), Python та Ruby. Вона містить функції недоступні в звичайному синтаксисі Markdown. Markdown Extra підтримується системами керування вмістом, наприклад Drupal, TYPO3 та MediaWiki.
Додає наступні функції до Markdown:
- Markdown всередині блоків HTML
- Елементи з атрибутами id/class
- «обгороджені» блоки коду (англ. Fenced code blocks)
- Таблиці[20]
- Списки означень (dl)
- Зноски
- Абревіатури

### TextBundle та TextPack
Формат файлів, що включає файли Markdown або Fountain та пов'язані файли зображень це TextBundle та TextPack (стиснутий, також містить JSON з метаданими).